# مارغو جونز (مخرجة)
مارغو جونز (بالإنجليزية: Margo Jones)‏ هي مخرجة أمريكية، ولدت في 12 ديسمبر 1911 في ليفينغستن في الولايات المتحدة، وتوفيت في 26 يوليو 1955 في دالاس في الولايات المتحدة بسبب سم.

## وصلات خارجية
- مارغو جونز على موقع IMDb (الإنجليزية)
- مارغو جونز على موقع قاعدة بيانات برودواي على الإنترنت (الإنجليزية)